# Фогт (општина)
Фогт (њем. Vogt) општина је у њемачкој савезној држави Баден-Виртемберг. Једно је од 39 општинских средишта округа Равенсбург. Према процјени из 2010. у општини је живјело 4.563 становника. Посједује регионалну шифру (AGS) 8436078.

## Географски и демографски подаци
Фогт се налази у савезној држави Баден-Виртемберг у округу Равенсбург. Општина се налази на надморској висини од 681 метра. Површина општине износи 22,3 km². У самом мјесту је, према процјени из 2010. године, живјело 4.563 становника. Просјечна густина становништва износи 205 становника/km².

## Међународна сарадња
| Мјесто | Држава    | Врста сарадње | Од    |
| ------ | --------- | ------------- | ----- |
|        | Француска | партнерство   | 1991. |
| Извор  |           |               |       |